# Ctenognophos fumosa
Ctenognophos fumosa là một loài bướm đêm trong họ Geometridae.